# Hyperbatus sternoxanthus
Hyperbatus sternoxanthus là một loài tò vò trong họ Ichneumonidae.